# Chrysoupoli
Chrysoupoli (græsk: Χρυσούπολη, før 1925: Σαπαίοι - Sapaioi eller Σαρή Σαμπάν - Sari Saban) er en by og en tidligere kommune i den regionale enhed Kavala i Østmakedonien og Thrakien, Grækenland. Siden kommunalreformen i 2011 er den en del af kommunen Nestos, hvor den er administrationsby. Kommunen har et areal på 245.181 km2, og en befolkning i 2011 på 16.004 mennesker.
Den blev kendt som "Sarışaban" under det osmanniske styre. Den var et kaza-center (ottomansk administrativ enhed) i Sanjak of Drama, en del af Salonica Vilayet, før Balkankrigene.
Nestos Naturmuseum ligger i Chrysoupoli.